# 138th Fighter Wing

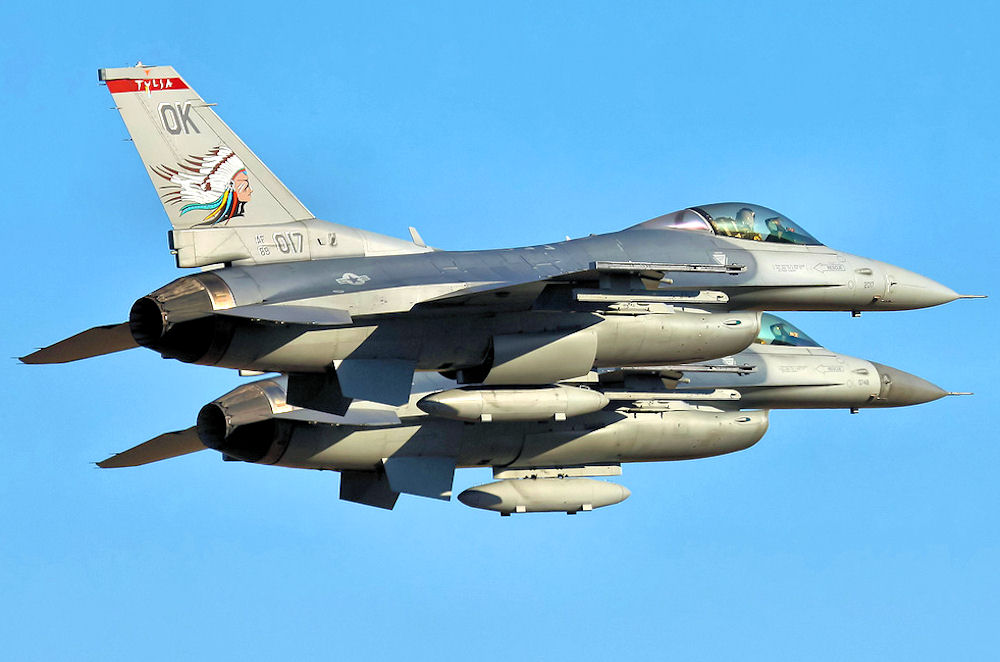
F-16C dello Stormo

Il 138th Fighter Wing è uno Stormo da caccia della Oklahoma Air National Guard. Riporta direttamente all'Air Combat Command quando attivato per il servizio federale. Il suo quartier generale è situato presso la Aeroporto Internazionale di Tulsa, Oklahoma.

## Organizzazione
Attualmente, al settembre 2017, esso controlla:
- 138th Operations Group, codice visivo di coda OK, striscia di coda rossa con scritta TULSA bianca
  - 138th Operations Support Squadron
  -  125th Fighter Squadron - Equipaggiato con F-16C/D
- 138th Maintenance Group
  - 138th Aircraft Maintenance Squadron
  - 138th Maintenance Squadron
  - 138th Maintenance Operations Flight
- 138th Mission Support Group
  - 138th Civil Engineer Squadron
  - 138th Logistics Readiness Squadron
  - 138th Security Forces Squadron
  - 138th Communications Flight
- 138th Medical Group
- 138th Comptroller Flight
- 219th Engineering Installation Squadron
- 125th Weather Flight, Tinker Air Force Base, Oklahoma